# Лысянка (Винницкая область)
Лы́сянка (укр. Лисянка) — село в Винницком районе Винницкой области Украины.
Население по переписи 2001 года составляет 464 человека. Почтовый индекс — 23264. Телефонный код — 432.
Занимает площадь 1,18 км².
В селе действует храм Чуда Архистратига Михаила в Хонях Винницкого районного благочиния Винницкой епархии Украинской православной церкви.

## Адрес местного совета
23262, Винницкая область, Винницкий р-н, с. Пултовцы